# Eritalaena fuscinervis
Eritalaena fuscinervis är en insektsart som först beskrevs av Frederick Arthur Godfrey Muir 1918.  Eritalaena fuscinervis ingår i släktet Eritalaena och familjen Derbidae. Inga underarter finns listade i Catalogue of Life.